# 조성하 (배우)
조성하(趙成夏, 1966년 8월 8일 ~ )는 대한민국의 배우이다.

## 학력
- 서라벌고등학교
- 서울예술전문대학 연극학과 졸업

## 배우 활동
2010년 영화 《황해》에서  김태원 역으로 버스회사 사장인 동시에 폭력조직의 보스로 등장해 강렬한 인상을 남겼다. 2013년 KBS2 드라마 《왕가네 식구들》에서는 고민중 역으로서 처가살이하는 택배기사로 전락한 애환을 완벽히 소화해 '국민 사위'라는 타이틀을 얻었다.

## 출연작

### 영화
- 2004년 《미소》 ... 교관 역
- 2004년 《거미숲》 ... 최종필 역
- 2005년 《깃》 ... 삼촌 역
- 2005년 《실종자들》 ... 남자 역
- 2006년 《싸움의 기술》 ... 동수 역(특별출연)
- 2006년 《야수》 ... 재판 검사 역(우정출연)
- 2006년 《피터팬의 공식》 ... 박 코치 역
- 2006년 《여교수의 은밀한 매력》 ... 박석호 역
- 2006년 《신데렐라》 ... 현수 아빠 역
- 2007년 《파란 자전거》 ... 매형 역
- 2007년 《저수지에서 건진 치타》 ... 최병철 역
- 2008년 《나의 친구, 그의 아내》 ... 부장 역
- 2009년 《집행자》 ... 용두 역
- 2009년 《황금시대》 ... 방랑자 역
- 2010년 《그녀에게》 ... 동연 역
- 2010년 《된장》 ... 박민/박구 역
- 2010년 《살인의 강》 ... 강 형사 역
- 2010년 《황해》 ... 태원 역
- 2011년 《파수꾼》 ... 기태 아버지 역
- 2011년 《오직 그대만》 ... 최 실장 역(우정출연)
- 2011년 《결정적 한방》 ... 최 사장 역(우정출연)
- 2012년 《비정한 도시》 ... 돈일호 역
- 2012년 《화차》 ... 종근 역
- 2012년 《5백만불의 사나이》 ... 한 상무 역
- 2012년 《R2B: 리턴투베이스》 ... 최병길 단장(우정출연)
- 2013년 《명왕성》 ... 박 반장 역(우정출연)
- 2013년 《동창생》 ... 문상철 역
- 2013년 《용의자》 ... 김석호 역
- 2014년 《아이리스 2: 더 무비》 ... 하승진 역
- 2015년 《히말라야》 ... 이동규 역
- 2018년 《타클라마칸》 ... 태식 역
- 2018년 《5.18 힌츠페터 스토리》 ... 내레이션
- 2020년 《사냥의 시간》 ... 봉식 봉수 역
- 2021년 《어른들은 몰라요》 ... 성하 역
- 2022년 《인민을 위해 복무하라》 ... 사단장 역
- 2022년 《거래완료》 ... 우철 역
- 2022년 《올빼미》

### 드라마
- 2006년 KBS2 수목 미니시리즈 《황진이》 ... 엄수 역
- 2006년 KBS1 단막드라마 《HDTV 문학관 - 〈깃발〉》 ... 김 소장 역
- 2007년 KBS2 단막드라마 《드라마시티 - 늙은 양아치의 노래》 ... 김무사 역
- 2008년 KBS2 대하드라마 《대왕 세종》 ... 이수 역
- 2008년 KBS2 아침 일일연속극 《아내와 여자》 ... 서욱현 역
- 2010년 KBS2 수목 대기획 《추노》 ... 이재준 대감 역 (특별출연)
- 2010년 KBS1 주말 대하사극 《거상 김만덕》 ... 정조 역 (마지막회 특별출연)
- 2010년 KBS2 월화드라마 《성균관 스캔들》 ... 정조 역
- 2010년 MBC 주말 특별기획 드라마 《욕망의 불꽃》 ... 김영준 역
- 2011년 SBS 월화드라마 《파라다이스 목장》 ... 박 회장 역
- 2011년 MBC 수목드라마 《마이 프린세스》 ... 박동재의 아버지 역 (특별출연)
- 2011년 KBS2 수목드라마 《로맨스 타운》 ... 황용 역
- 2011년 SBS 주말 특별기획 드라마 《폼나게 살거야》 ... 나 이사 역 (특별출연)
- 2012년 TV조선 개국특집 드라마 《한반도》 ... 박도명 역
- 2012년 KBS2 수목드라마 《세상 어디에도 없는 착한남자》 ... 석민혁 역 (특별출연)
- 2013년 KBS2 수목드라마 《아이리스 2》 ... 하승진 역
- 2013년 MBC 월화드라마 《구가의 서》 ... 담평준 역
- 2013년 KBS2 주말연속극 《왕가네 식구들》 ... 고민중 역
- 2015년 MBC 월화 특별기획 드라마 《화정》 ... 강주선 역
- 2016년 OCN 주말드라마 《동네의 영웅》 ... 임태호 역
- 2016년 tvN 금토드라마 《THE K2》 ... 장세준 역
- 2017년 OCN 주말드라마 《구해줘》 ... 백정기 역
- 2017년 MBC 수목드라마 《병원선》 ... 송재준 역 (특별출연)
- 2018년 JTBC 월화드라마 《미스 함무라비》
- 2018년 tvN 월화드라마 《백일의 낭군님》 ... 김차언 역
- 2019년 tvN 토일 특별기획 드라마 《아스달 연대기》 ... 해미홀 역
- 2020년 tvN 수목드라마 《메모리스트》 ... 이신웅 역
- 2020년 SBS 금토드라마 《날아라 개천용》 ... 조기수 역
- 2021년 tvN 월화드라마 《나빌레라》 ... 무영 역
- 2021년 SBS 월화드라마 《홍천기》 ... 성조 역
- 2022년 tvN 수목드라마 《아다마스》 ... 대도 이창우 역
- 2023년 JTBC 토일드라마 《대행사》 ... 최창수 역
- 2023년 tvN 월화드라마 《청춘월담》 ... 한중언 역
- 2024년 tvN 토일드라마 《세작, 매혹된 자들》 ... 김종배 역
- 2024년 tvN 월화드라마 《플레이어 2 : 꾼들의 전쟁》 … 최상호 역
- 2025년 SBS 금토드라마 《사마귀 : 살인자의 외출》 … 최중호 역

### 예능
- 2011년 SBS 《스타부부쇼 자기야》- 게스트
- 2011년 KBS2 《1박 2일》- 게스트
- 2012년 SBS 《GoShow》- 게스트
- 2013년 MBC 《이야기 속 이야기 사건.사람.현상》- 진행
- 2017년 tvN 《현장토크쇼 TAXI》- 게스트
- 2017년 tvN 《인생술집》- 게스트
- 2022년 쿠팡플레이 《SNL 코리아 리부트 시즌 2》- 게스트
- 2023년 SBS 《꼬리에 꼬리를 무는 그날 이야기》- 게스트

## MC
- 2013년  MBC 이야기 속 이야기 사건.사람.현상

## 수상 및 후보
| 연도 | 시상식                        | 부문                                    | 작품          | 결과 |
| ---- | ----------------------------- | --------------------------------------- | ------------- | ---- |
| 2011 | 제48회 대종상                 | 남우조연상                              | 황해          | 수상 |
| 2011 | KBS 연기대상                  | 남자 조연상                             | 로맨스 타운   | 후보 |
| 2012 | 제16회 부천국제판타스틱영화제 | 잇스타상                                | 화차          | 수상 |
| 2012 | 제20회 대한민국문화연예대상   | 영화부문 남자 우수상                    | 화차          | 수상 |
| 2013 | KBS 연기대상                  | 장편드라마부문 남자 우수연기상          | 왕가네 식구들 | 수상 |
| 2014 | 제50회 백상예술대상           | 영화부문 남자 조연상                    | 용의자        | 후보 |
| 2021 | SBS 연기대상                  | 미니시리즈 장르 판타지 부문 남자 조연상 | 홍천기        | 후보 |